# Campanula aldanensis
Campanula aldanensis là loài thực vật có hoa trong họ Hoa chuông. Loài này được Fed. & Karav. mô tả khoa học đầu tiên năm 1957.